# Jeanne Beaufort (1379-1440)
Pour les articles homonymes, voir Jeanne Beaufort, Maison de Beaufort et Beaufort.
Titre
Comtesse de Westmorland
29 septembre 1397 – 21 octobre 1425
(28 ans et 22 jours)
Jeanne Beaufort (1379 – 13 novembre 1440) est la fille de Jean de Gand, troisième fils d'Édouard III d'Angleterre, et de sa maîtresse Katherine Swynford. 

## Biographie

### Premier mariage
En 1391, à l'âge de douze ans, Jeanne épouse Robert Ferrers, 2e Baron de Wem, à Beaufort-en-Vallée, en Anjou. Ils ont deux filles avant que Jeanne ne devienne veuve en 1395.

### Légitimation
Avec ses trois frères, Jeanne est légitimée en privé par leur cousin Richard II en 1390. Ses parents se marient à la cathédrale de Lincoln en février 1396. La légitimation de Jeanne est confirmée par un acte du Parlement en 1397 et elle reçoit, tout comme ses frères, le nom de famille de Beaufort. 
En 1407, cependant, leur demi-frère, le roi Henri IV, prive les Beaufort de leurs droits à la couronne mais cet acte reste contestable, car l'accord du Parlement est nécessaire pour une telle décision.

### Second mariage
Le 3 février 1397, Jeanne épouse Ralph Neville (1er comte de Westmorland). Ils ont quatorze enfants dont Richard Neville (5e comte de Salisbury), William Neville (1er comte de Kent), Robert Neville, évêque de Durham et Cécile Neville. Cécile épouse dans les années 1420 le duc Richard d'York et est la mère des rois Édouard IV et Richard III.
À la mort de Ralph en 1425, Jeanne hérite d'une partie de ses biens, ce qui provoque une dispute avec les enfants du premier mariage de Ralph. Jeanne, à ce moment-là grand-tante du jeune roi Henri VI, n'est pas inquiétée par les procès intentés par Ralph, le petit-fils de son époux, qui hérite cependant du titre de comte de Westmorland. 
Jeanne meurt en 1440. Elle est enterrée aux côtés de sa mère à la cathédrale de Lincoln. Leurs tombes sont saccagées par des Têtes-Rondes en 1644.